# ČSD-Baureihe M 152.0
Die Triebwagen der Baureihen M 152.0 (ab 1988: Baureihe 810) der Tschechoslowakischen Staatsbahnen (ČSD) sind zweiachsige Dieseltriebwagen für den Regionalverkehr. Die Fahrzeuge bilden die dritte Generation zweiachsiger Triebwagen der ČSD.
Die seit 2018 einer zweiten Modernisierung unterzogenen Fahrzeuge der ČD-Baureihen 809 und 810 werden als „RegioMouse“ vermarktet.

## Geschichte
Die ČSD-Baureihe M 240.0 sollte eigentlich die Baureihe M 131.1 ersetzen. Problematisch entwickelte sich bei der Baureihe M 240.0 die Zuverlässigkeit, weshalb dieser Typ vergleichsweise schnell ersetzt werden sollte. Aus diesem Grund entstand ein Projekt für einfach zu bauende Schienenbusse, wo möglichst viele Teile aus dem Omnibusbau stammen sollen.
Im Jahr 1971 wurde der spätere Motor der Baureihe M 152.0 in die Baureihe M 131.1 eingesetzt, was sich bewährt hat. Die Staatsbahn plante die Beschaffung von 150 bis 300 Schienenbussen M 152.0. Parallel plante die ČSD die Beschaffung einer großen Stückzahl der Baureihe M 475.0. Aufgrund mangelnder Produktionskapazitäten in der Industrie scheiterte dieses Vorhaben.
1973 wurde von Vagonka Tatra in Studénka der erste Prototyp der Reihe als M 151.0001 im Oktober auf der Weltausstellung der Eisenbahntechnik in Basel der Öffentlichkeit vorgestellt. Es entstanden ab 1975 in sieben Bauserien 680 Fahrzeuge für die ČSD als Baureihe M 152.0. Die bestellte Fahrzeugmenge stieg, da die ČSD eine schnell zu produzierende Alternative für die nicht in Serie gegangene Baureihe M 475.0 benötigte. Letztere sollte eine wesentliche Rolle im regionalen Schienenverkehr bekommen, da sie mit ihrer Leistung auch auf Hauptbahnen verkehren konnte. Die Baureihe M 152.0 war ursprünglich nur für langsame Nebenbahnen im ruralen Raum mit Fahrzeiten von bis zu 30 Minuten als Anbindung an Verkehrsknoten gedacht.
Passend zu den Triebwagen wurden entsprechende Beiwagen vom Typ Blm geliefert, welche in Aufbau und Aussehen identisch mit den Triebwagen sind. Jedem Triebwagen konnten zwei Beiwagen beigegeben werden. Aufgrund der eckigen Aufbauten erhielten die Triebwagen von deutschen Eisenbahnfreunden den Spitznamen „Brotbüchse“.
Für den grenzüberschreitenden Personalverkehr nach Tschop (Чоп) in der Ukraine erhielten zwei Triebwagen der Serie von 1982 Radsätze mit einer Spurweite von 1520 mm (sowjetische Breitspur). Diese erhielten die Nummern M 152.5001 und 5002.
Zwischen 1987 und 1990 führten die ČSD EDV-gerechte Triebfahrzeugnummern ein. In der Übergangszeit wurden die EDV-Nummern zusätzlich zu den alten Gussschildern mit Klebeziffern angebracht. Die Triebwagen erhielten die Reihenbezeichnung 810, die Beiwagen 010. Beide Nachfolgeunternehmen der ČSD behielten den Nummernplan bei, allerdings wurden freizügig einsetzbare Beiwagen 2009 auch nummernmäßig in den Reisezugwagenpark aufgenommen.
Nahezu baugleiche Fahrzeuge wurden an die Ungarischen Staatsbahnen (MÁV) geliefert. Diese bezeichnet die Triebwagen als Bzmot.
Nach der Teilung der Tschechoslowakei in die Nachfolgestaaten Tschechien und Slowakei am 1. Januar 1993 wurden Trieb- und Beiwagen auf die neugegründeten Staatsbahnen ČD und ŽSR aufgeteilt. In der Slowakei gehören die Fahrzeuge heute zum Bestand des Nachfolgeunternehmens Železničná spoločnosť Slovensko (ZSSK).
Im Originalzustand museal erhalten wurden 2016 die Fahrzeuge M 152.0002 der ČD sowie M 152.0517 und M 152.0535 von KŽC Doprava.
Im Jahr 2021 waren bei den ČD noch 213 Wagen der teilmodernisierten Baureihen 809 und 810 in Betrieb. Mit der Abbestellung von SPNV-Leistungen im Mittelböhmischen Kreis und der Umstellung des Fahrzeugeinsatzes auf Triebwagen der ČD-Baureihe 841 wird sich diese Zahl bis 2022 um ein Drittel verringern.

## Technische Merkmale
Die Triebwagen haben keine Vielfachsteuerung, passende Steuerwagen existieren nicht. Deshalb muss bei mehrteiligen Einheiten jeder Triebwagen mit einem Triebfahrzeugführer besetzt sein. Die Triebwagen müssen an Endbahnhöfen stets an die jeweilige Zugspitze umgesetzt werden.

### Aufbau des Triebwagens
Der Triebwagen ist eine Leichtbaukonstruktion. Der Wagenkasten besteht aus gewalzten und abgekanteten Stahlprofilen, die mit Stahlblech verkleidet sind. Innen ist das Gerippe mit Spanplatten, die mit Sprelacart überzogen sind, verkleidet. Der Fußboden besteht aus wasserbeständigem Sperrholz von 15 Millimetern Dicke und ist mit einer zwei Millimeter starken Schicht aus PVC beklebt. An jedem Ende des Wagenkastens befindet sich ein vom Führerstand abgetrennter Einstiegsraum, der auf beiden Seiten jeweils eine vom Führerstand schließbare pneumatische Schwenkschiebetür besitzt.
Das Fahrgastabteil besitzt 56 Sitzplätze in der Anordnung 3+2 mit Mittelgang, die ursprünglich schaumgummigepolstert waren. Zusätzlich bietet ein Wagen etwa 40 Stehplätze. Der Fahrgastraum hat auf jeder Seite sechs Fenster mit der lichten Weite von 1316 × 841 Millimetern, deren oberer Teil klappbar ist. In jedem Endführerstand befinden sich das Fahrerpult mit den Instrumenten zur Steuerung und Kontrolle der Maschinenanlage, das Führerbremsventil, ein Geschwindigkeitsmesser und eine Sicherheitsfahrschaltung. Große Frontscheiben mit Scheibenheizung, Scheibenwischern und Sonnenschutzblende ermöglichen eine gute Streckenbeobachtung. Durch die Anordnung einer zusätzlichen Trennwand fielen die Führerstände sehr kurz aus. Um eine befriedigende Sitzposition für den Triebwagenführer zu ermöglichen, musste die Trennwand im Bereich seines Sitzes ausgeschnitten werden. Der Ausschnitt ist mit einer in den Einstiegsraum reichenden Blechabdeckung verschlossen.
Die Beiwagen entsprechen im Aufbau den Triebwagen, abgesehen von der fehlenden Antriebsanlage. An Stelle der Führerstände ist an den Wagenenden eine durchgehende Sitzbank vorhanden.

### Laufwerk und Antriebsanlage

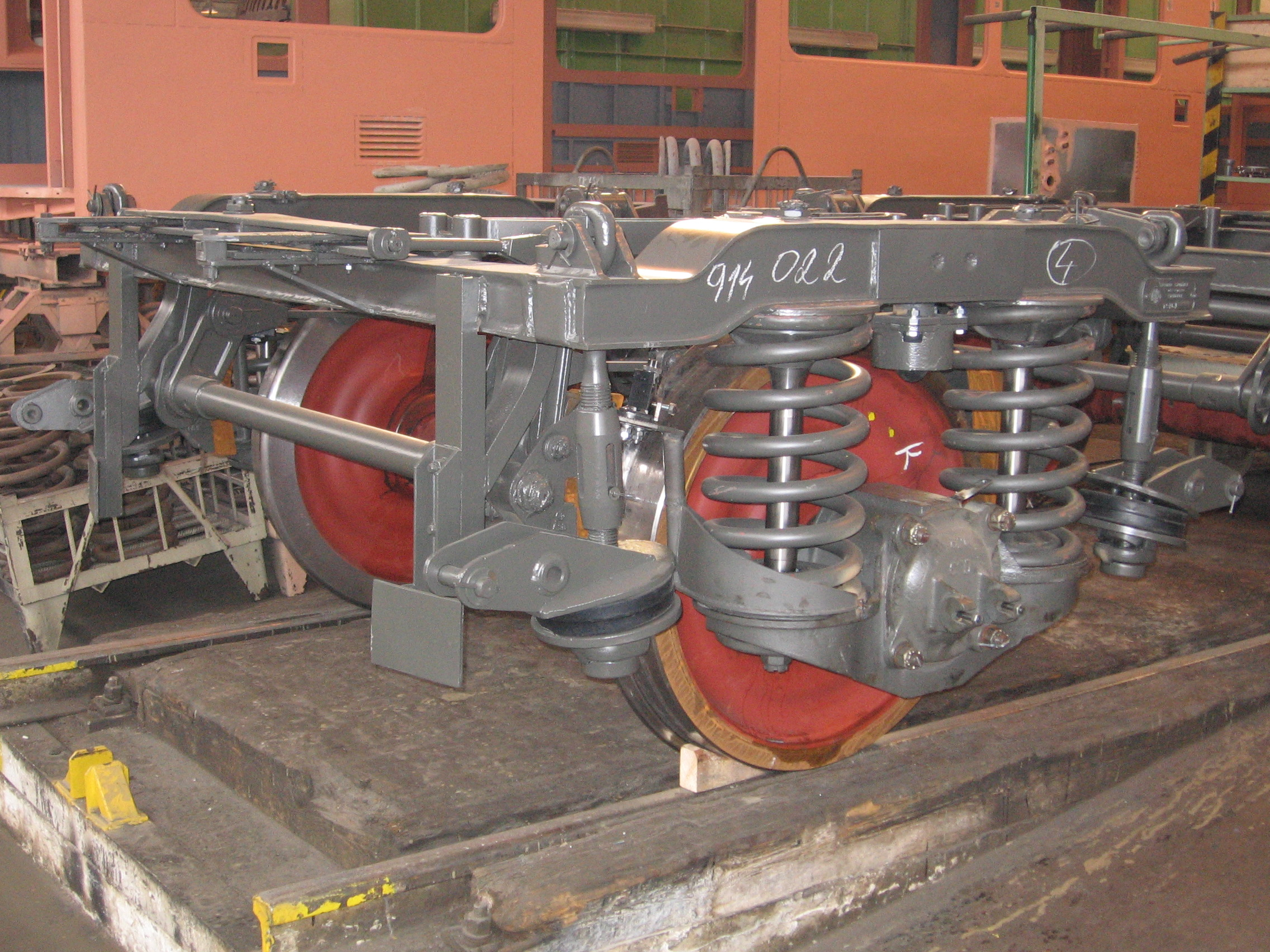
Einachsiges Drehgestell

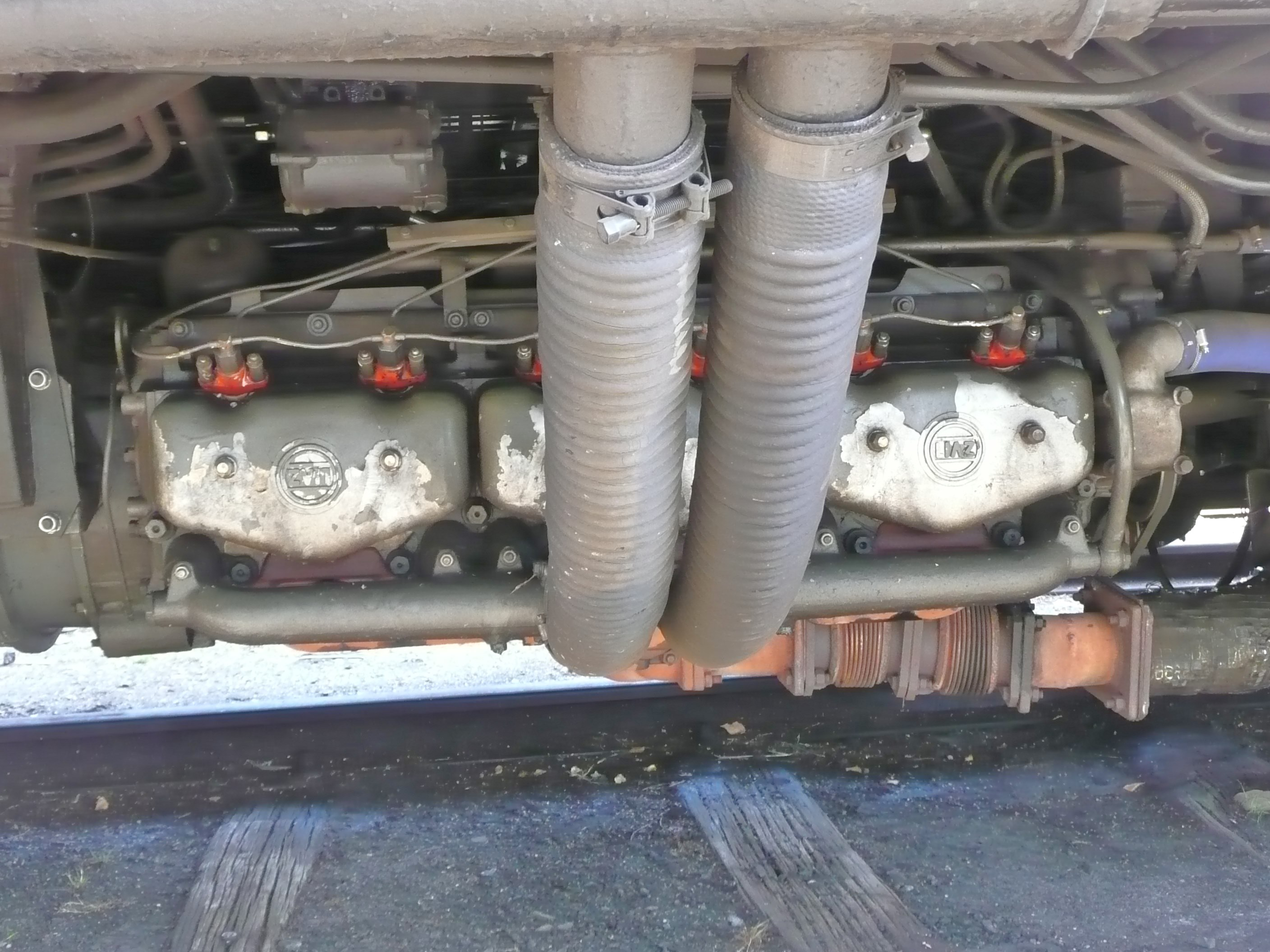
Antriebsmotor des M 152.0

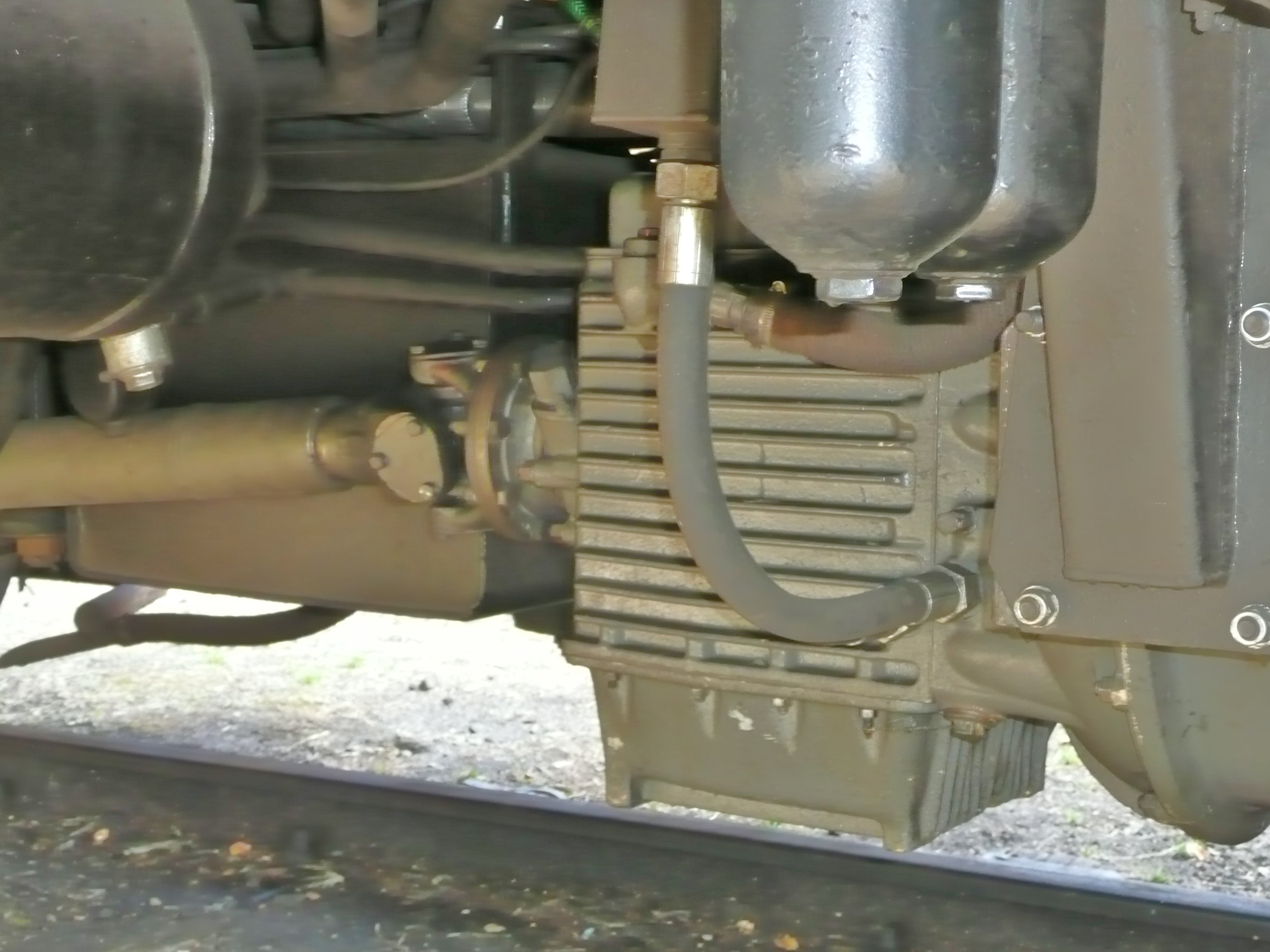
Automatikgetriebe und Gelenkwelle zum Treibradsatz eines M 152.0

Geführt wird das Fahrzeug von zwei einachsigen Drehgestellen, von denen eines über eine Gelenkwelle angetrieben wird. Damit sind beide Radsätze im Bogen radial einstellbar. Die Drehgestelle stützen sich mit Schraubenfeder auf den Achslagern ab. Die Aufhängungen sind mit dem Wagenkasten über Gummiblöcke verbunden. Auf der Treibachse, die beidseitig gesandet werden kann, sitzt das Wendegetriebe zur Umsteuerung der Fahrtrichtung. Bei den Triebwagen sind beide Radsätze mit einer Spurkranzschmiereinrichtung ausgerüstet.
Als Antriebsanlage ist ein nicht aufgeladener Dieselmotor vom Typ LIAZ ML 634 unterflur eingebaut. Dieser besitzt sechs Zylinder in Reihe mit Direkteinspritzung und ist mit dem Getriebe vom Typ Praga 2M 70 direkt verbunden. Die gesamte Antriebsanlage besteht bis auf das Achswendegetriebe aus Komponenten, die vom Omnibus Karosa ŠM 11 übernommen wurden. Bereits 1971 wurde diese Antriebsanlage bei zwei Triebwagen der Reihe M 131.1 ausführlich erprobt und hatte sich bei einer Laufleistung von je 100.000 Kilometern ausgezeichnet bewährt.
Die Antriebsanlage und die Hilfseinrichtungen wie Wasserkühlung, Ölwärmetauscher, Batterie, Kraftstoffbehälter und Warmwasserheizung sind unterflur angeordnet. Deshalb dürfen die Triebwagen Ablaufberge nicht befahren. Die Hilfsmaschinen, ein Wechselstromgenerator und ein Kompressor für die Druckluft der pneumatischen Bremse, werden über Gelenkwelle und Keilriemen vom Dieselmotor angetrieben. Der Dieselmotor ist wassergekühlt, zusätzlich ist ein Lüfter mit hydrostatischem Antrieb vorhanden. Dieser wird in Abhängigkeit von der Motordrehzahl und der Kühlwassertemperatur automatisch geregelt.

### Übrige Einrichtungen
Der Triebwagen ist mit indirekter Bremse und direkter Bremse nach dem System DAKO ausgerüstet. Gesteuert wird diese mit dem Führerbremsventil Škoda N – 0. Außerdem ist eine Handbremse, die in beiden Führerständen bedient werden kann, vorhanden. In beiden Einstiegsräumen und dem Fahrgastraum befinden sich Notbremshähne.
Beheizt wird das Fahrgastabteil des Triebwagens durch Warmluft. Hierzu wird das Kühlwasser aus dem Motorkreislauf einem Wärmetauscher zugeführt, der unter den Sitzen angebracht ist. Bei nichtarbeitendem Dieselmotor wird ein Vorwärmgerät verwendet. Der Führerstand wird mit einer Warmwasserheizung beheizt. Die Beiwagen werden elektrisch beheizt. Belüftet wird das Abteil der Reisenden über Dachlüfter. Die Beleuchtung des Fahrgastabteiles übernimmt der Wechselstromgenerator. Durch die Ausrüstung der Trieb- und Beiwagen mit Seitenpuffern und Schraubenkupplung ist es möglich, die Fahrzeuge mit anderen Fahrzeugen zu kuppeln. Daher können die Triebwagen vereinzelte Gütertransporte auf Nebenbahnen durchführen. Die Schraubenkupplungen entsprechen der bei Dieseltriebwagen der ČSD üblichen leichten Ausführung, die damit ausgerüsteten Wagen dürfen in Regelzügen nur am Schluss eingestellt werden.

## Umbauten
1976 wurde der Triebwagen M 152.0001 zum Messtriebwagen FST-2 umgebaut.
Auf Grundlage der Reihe M 152 entstanden ab 1981 die Fahrleitungsrevisionstriebwagen MVTV, Baureihe M 153.0.

### Umbauten in Tschechien
1994 begann der Umbau von 28 Einheiten für den schaffnerlosen Betrieb. Dabei wurde die Inneneinrichtung geändert. 1996 wurden diese Einheiten in die ČD-Baureihe 809 umgezeichnet.
1994 wurde der Auftrag erteilt, die Triebwagen in den Punkten Zuverlässigkeit, Wirtschaftlichkeit und Reisekomfort zu verbessern. Es entstanden zwei Prototypen der Baureihe 811. 2001 wurde ein Fahrzeug zur Reihe 812 umgebaut und zusammen mit einem Steuerwagen der Reihe 912 eingesetzt. Dieser Prototyp erhielt die Bezeichnung „Esmeralda“ und war der Vorläufer der Baureihe 814, mit der er äußerliche Ähnlichkeiten aufweist.
Von 2005 bis 2012 wurden die Fahrzeuge der ČD durch die Firma Pars Nova grundlegend modernisiert und umgebaut. Dabei entstanden zweiteilige Einheiten, die jeweils aus einem Triebwagen und einem teilweise niederflurigen Steuerwagen bestehen. Ein Teil der Triebzüge wurde als dreiteilige Einheit mit zwei Triebwagen und einem dazwischen eingestellten Beiwagen zusammengestellt. Bei den Wagen, die einen zwischen den Radsätzen abgesenkten Wagenboden erhielten, wurden die Einstiege von den Enden in Wagenmitte verlegt.
Im Februar 2018 wurde von GW Train Regio die Baureihe 816 vorgestellt.
2020 entstand nach den Anforderungen der Mährisch-Schlesischen Region die Baureihe 811. In der Modernisierung enthalten waren eine Klimaanlage und ein leistungsfähigerer Motor.

### Umbauten in der Slowakei

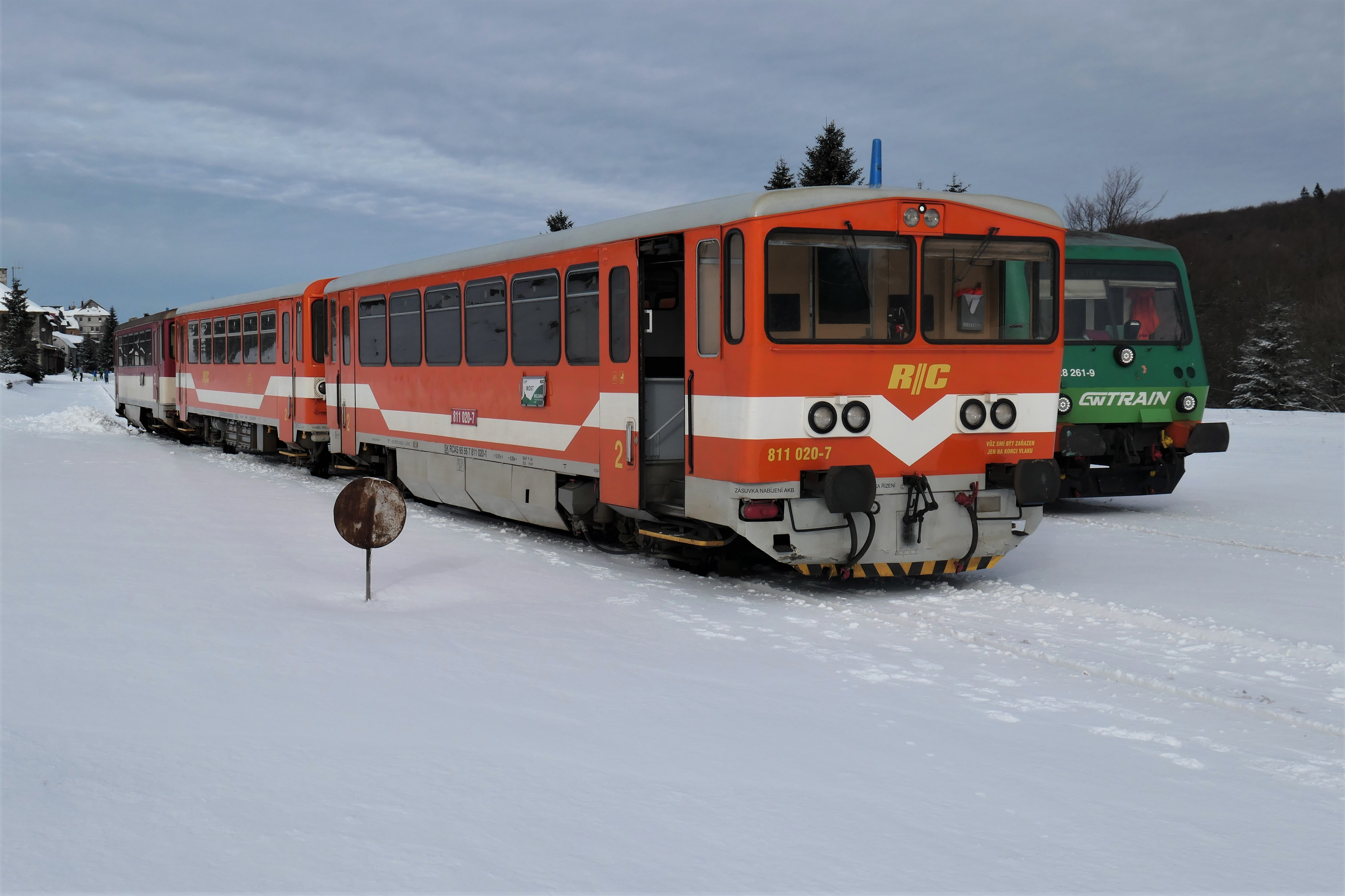
811 020 von Railway Capital im Februar 2023 im Bahnhof Moldava v Krušných horách

Von 1996 bis 1999 wurden 27 Einheiten der ZSSK-Reihe 811 bei ŽOS Zvolen gefertigt, die aus Ersatzteilen zusammengebaut wurden bzw. als Umbauten von Beiwagen entstanden. Im Unterschied zu den Ursprungsfahrzeugen wurden sie mit dieselelektrischem Antrieb in der Achsfolge Ao’Ao’ ausgeführt. Als Antriebsanlage wurde ein Dieselmotor von LIAZ mit einer erhöhten Leistung verwendet. Der Motor war mit dem Generator verbunden, der den Strom für zwei Fahrmotoren liefert, die ursprünglich von ČKD für Straßenbahntriebwagen entwickelt wurden. Die Wagen erhielten geänderte Stirnfronten, die Inneneinrichtung war geringfügig modernisiert. Sie wurden intern als Raketa bezeichnet.
Vom gleichen Hersteller wurden von 2001 bis 2007 64 Fahrzeuge der ZSSK-Reihe 812 umgebaut, die zur Ursprungsausführung nur geringfügige Änderungen besaßen. Sie wurden mit einem stärkeren Antriebsmotor von MAN und einem neuen Differentialwandlergetriebe von Voith ausgestattet. Einige Fahrzeuge erhielten besonders bequeme Sitze und Gepäckträger in Längsausrichtung.
Als bei den České dráhy die Reihe 814 ausgeliefert wurde, entstand auch bei den ZSSK der Wunsch einer Doppeleinheit. Von 2007 bis 2009 entstanden aus Trieb- und Beiwagen insgesamt 29 kurzgekuppelte Doppeleinheiten, die die ZSSK-Wagennummern 813 001 (Triebwagen) und 913 001 (Steuerwagen) bis 813 029 und 913 029 erhielten. Diese Einheiten wurden von ŽOS Zvolen gefertigt. Sie besitzen den stärkeren Motor mit 310 kW Leistung von MAN. Die Beiwagen erhielten keinen Niederflurbereich, sondern lediglich einen geänderten Wagenkastengrundriss mit nur einem Einstieg am Fahrzeugende.
Zuletzt entstand die ZSSK-Baureihe 813.1 mit gegenüber der Vorgängerbauart niederflurigen Steuerwagen.

## Einsatz

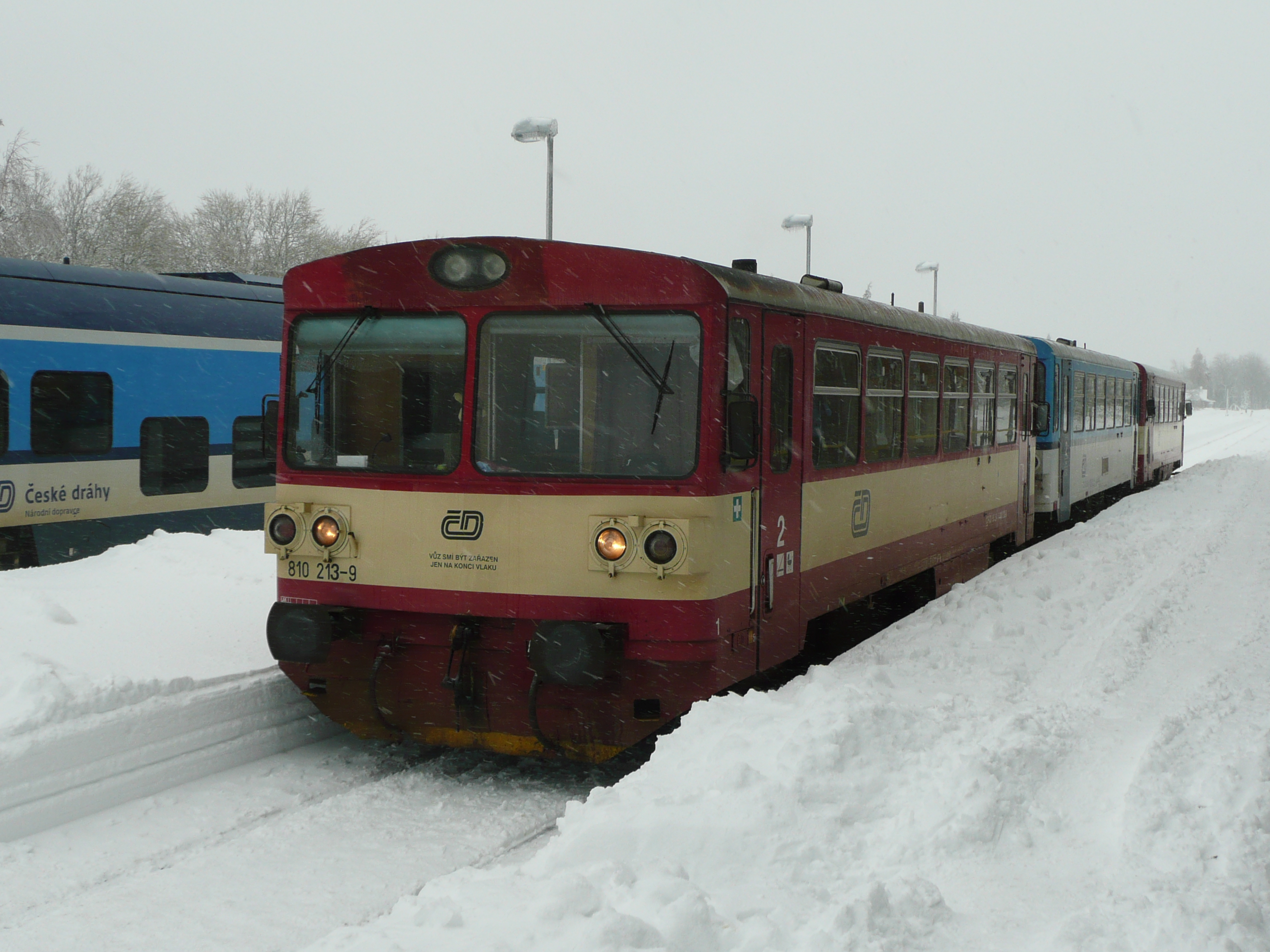
810 213 2019 im Bahnhof Moldava v Krušných horách

Die Fahrzeuge besitzen eine Zulassung für den grenzüberschreitenden Verkehr nach Deutschland und Österreich. So gehörten sie in der Vergangenheit auf den Grenzbahnhöfen Bad Schandau, Bayerisch Eisenstein, Ebersbach (Sachs), Furth im Wald, Johanngeorgenstadt, Retz und Zittau zum täglichen Bild.
Von 2002 bis 2016 besaß der Gemeindeverband Desná für seine Strecken der Železnice Desná drei 810 und zwei Beiwagen. Da seit 2016 wieder die České dráhy den Betrieb auf deren Strecken durchführen, wurden die Fahrzeuge im Januar 2017 an AŽD Praha verkauft. Sie kommen im touristischen Verkehr zwischen Most und Lovosice planmäßig zum Einsatz und dienen darüber hinaus als Erprobungsträger neuartiger Eisenbahnsicherungstechnik.
Trotz verschiedener Umbaumaßnahmen existieren nach wie vor einige Fahrzeuge, die sich bis auf eine Teilmodernisierung des Fahrgastraumes mit neuer Bestuhlung noch weitgehend im Originalzustand befinden. Bis Ende 2022 wurden die Fahrzeuge in Tschechien auf vielen Nebenbahnen durch modernere Fahrzeuge ersetzt oder verloren nach Betreiberwechsel ihr Einsatzgebiet, zuletzt im Dezember 2022 auf der Strecke von Most nach Moldava. Ab Januar 2023 betreibt u. a. auch Railway Capital den Personenverkehr auf dieser Strecke und setzt weiter die Reihe 811 der ZSSK ein.
Sie sind jedoch immer noch ein wichtiger Bestandteil des Nahverkehrs und werden unter anderem noch ausgehend von Čerčany, Rakovník und Valašské Meziříčí planmäßig eingesetzt.
Außerdem besitzt das Unternehmen GW Train Regio noch mehrere 810 und setzt diese auf verschiedenen Strecken im Böhmerwald ein.
In der Tourismussaison von April bis Oktober werden weiterhin mehrere 810 unterschiedlicher Betreiber auf besonderen Linien eingesetzt.
Bei den ČSD war es üblich, Beiwagen von Verbrennungsmotortriebwagen auch als lokbespannte Reisezüge einzusetzen. Die Nachfolger behielten diese Betriebsweise bei.

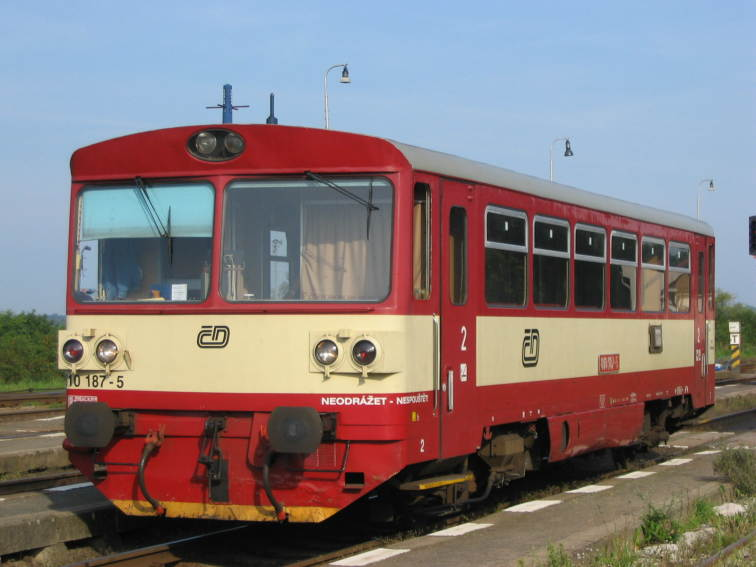
Ein 810 der ČD mit in den 1980ern eingeführtem ČSD-Anstrich
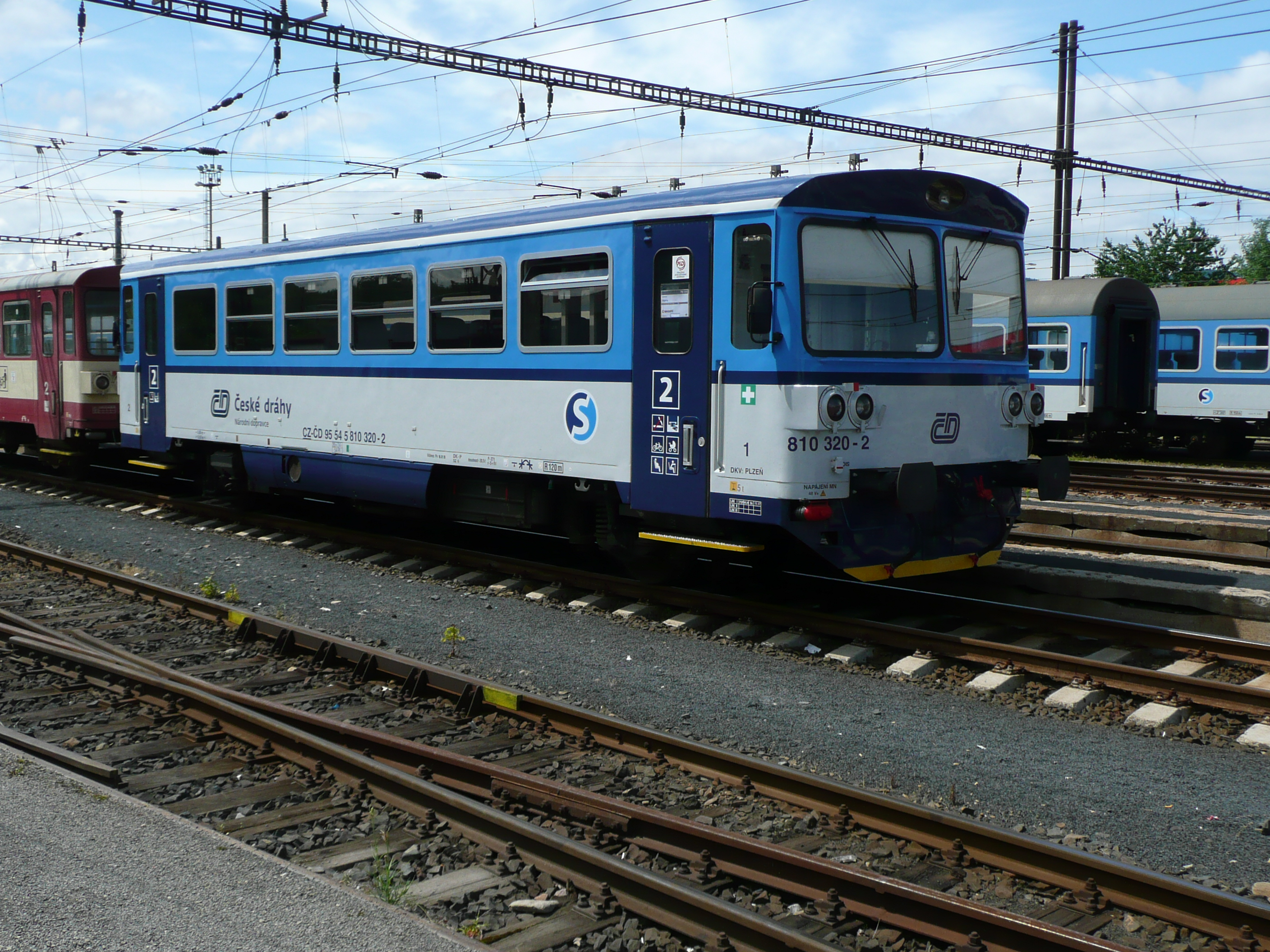
Ein 810 mit »Najbrt«-Lack
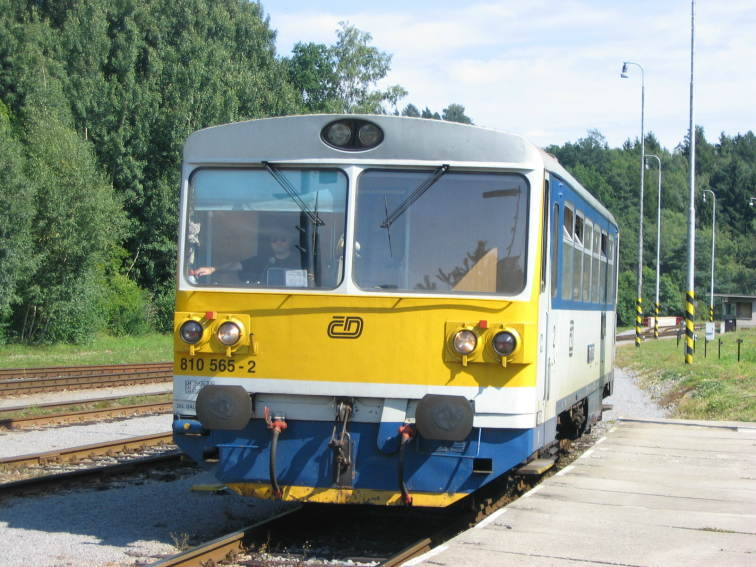
Anfang der 1990er Jahre erhielten einige Wagen der ČD einen blau-gelben Anstrich (»ODS«-Lack)
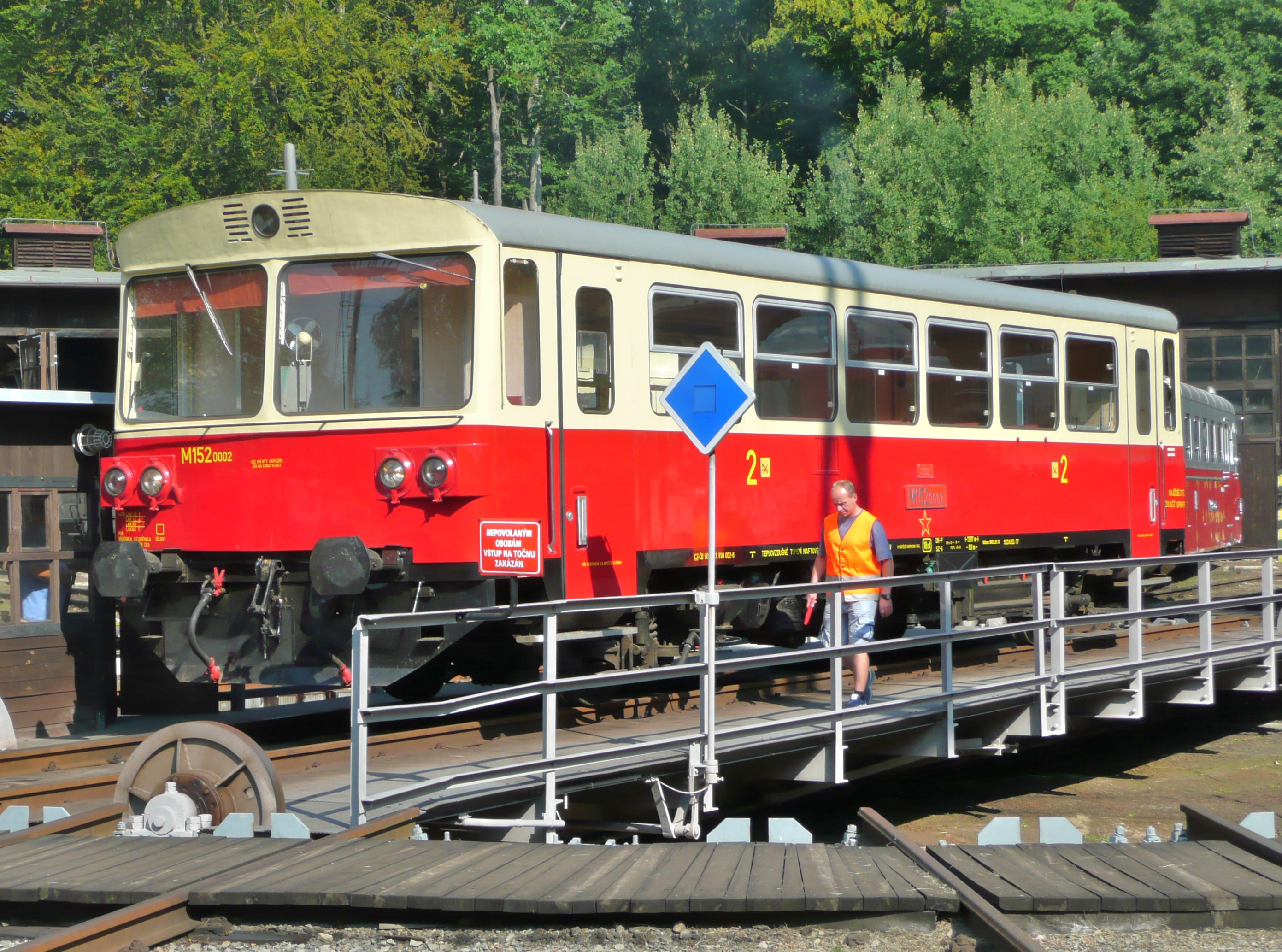
Zweiter Prototyp M 152.0002 in Originallackierung
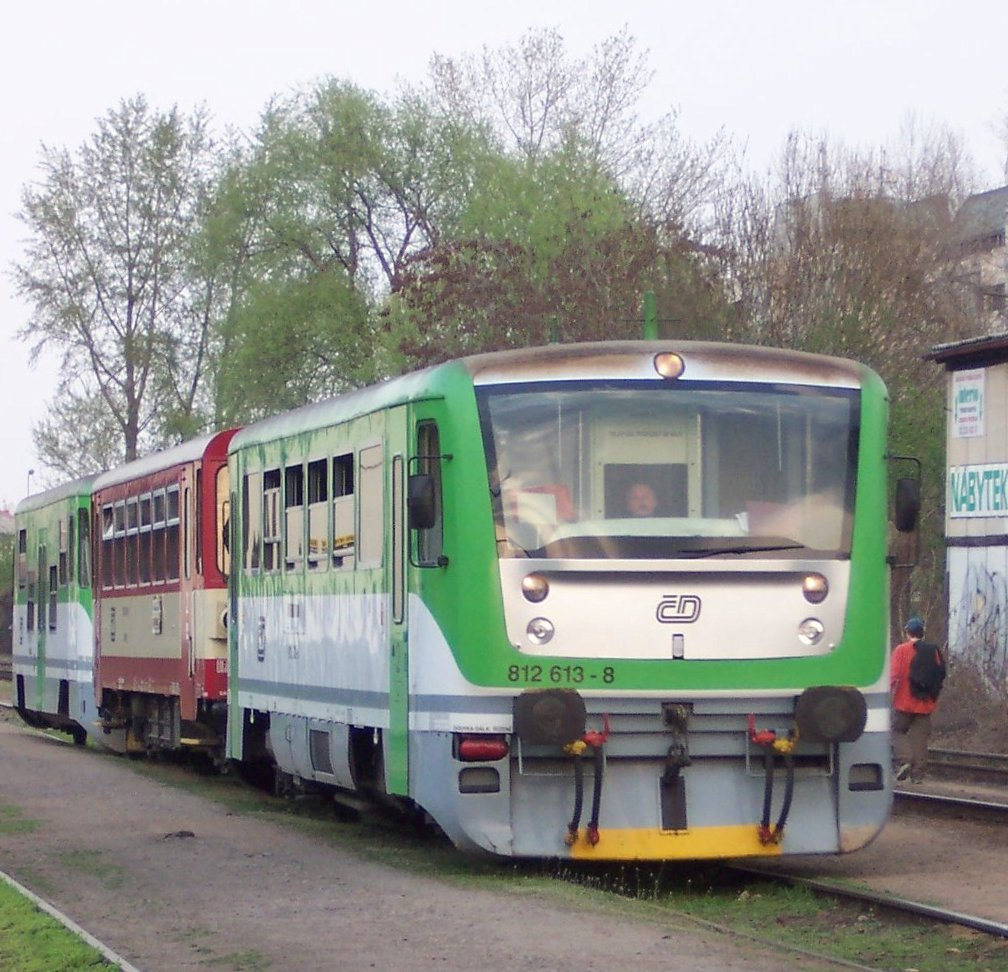
Modernisierter Triebwagen Reihe 812 „Esmeralda“ der ČD
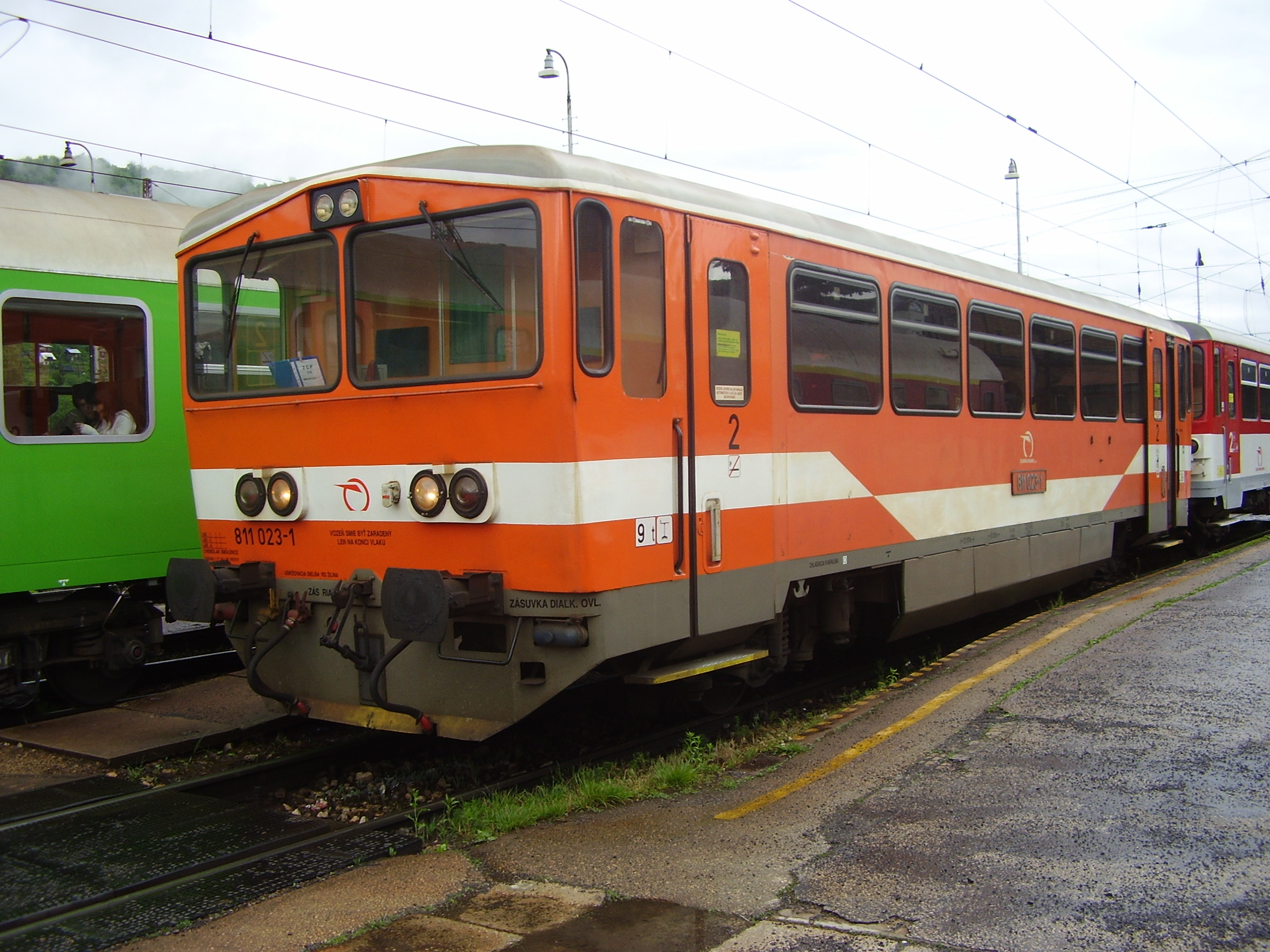
Modernisierter Triebwagen Reihe 811 der ZSSK
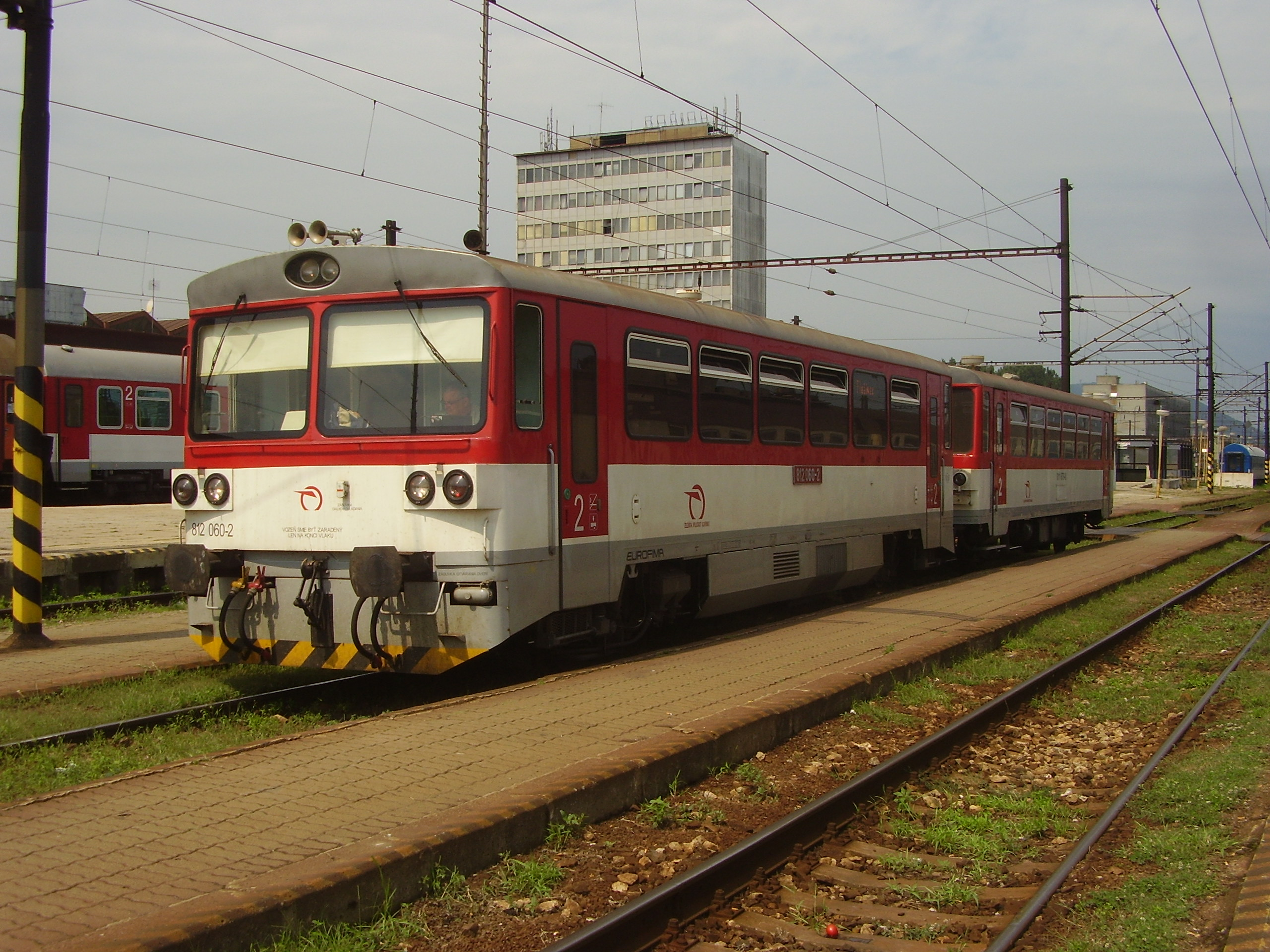
Modernisierter Triebwagen Reihe 812 der ZSSK
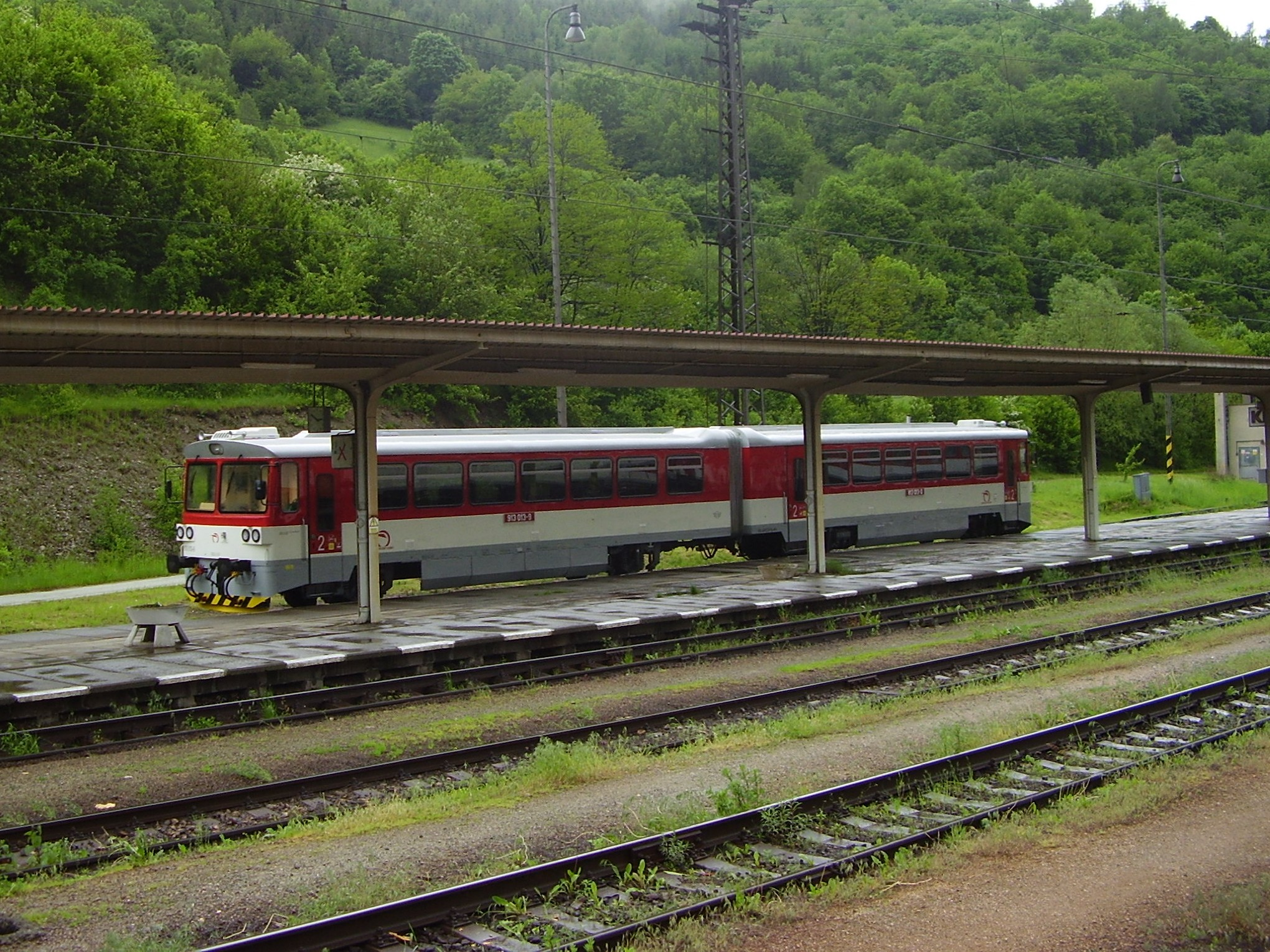
Modernisierter Triebwagen Reihe 813.0 der ZSSK
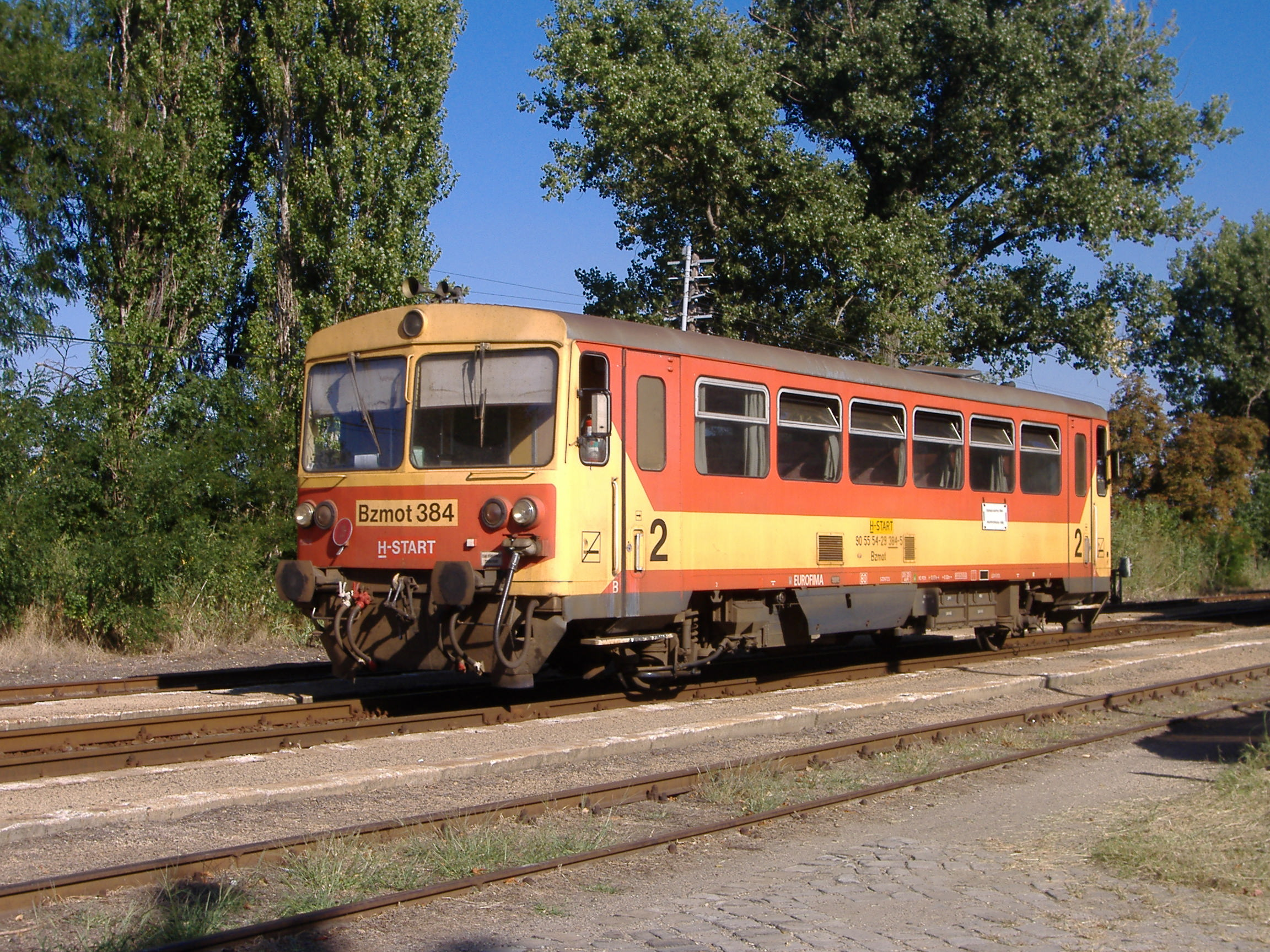
Bzmot der Ungarischen Staatsbahnen (MÁV)
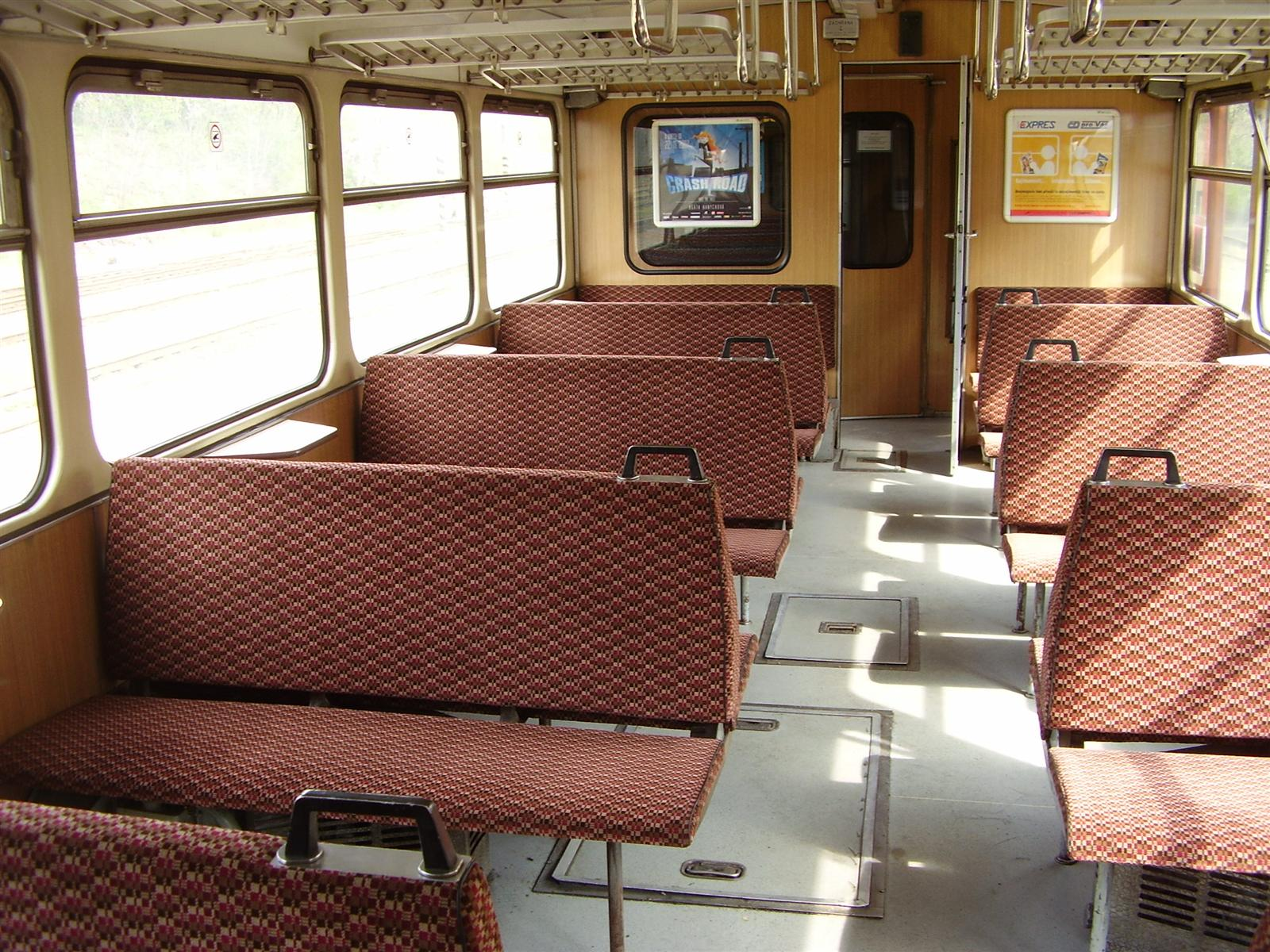
Fahrgastraum im Originalzustand
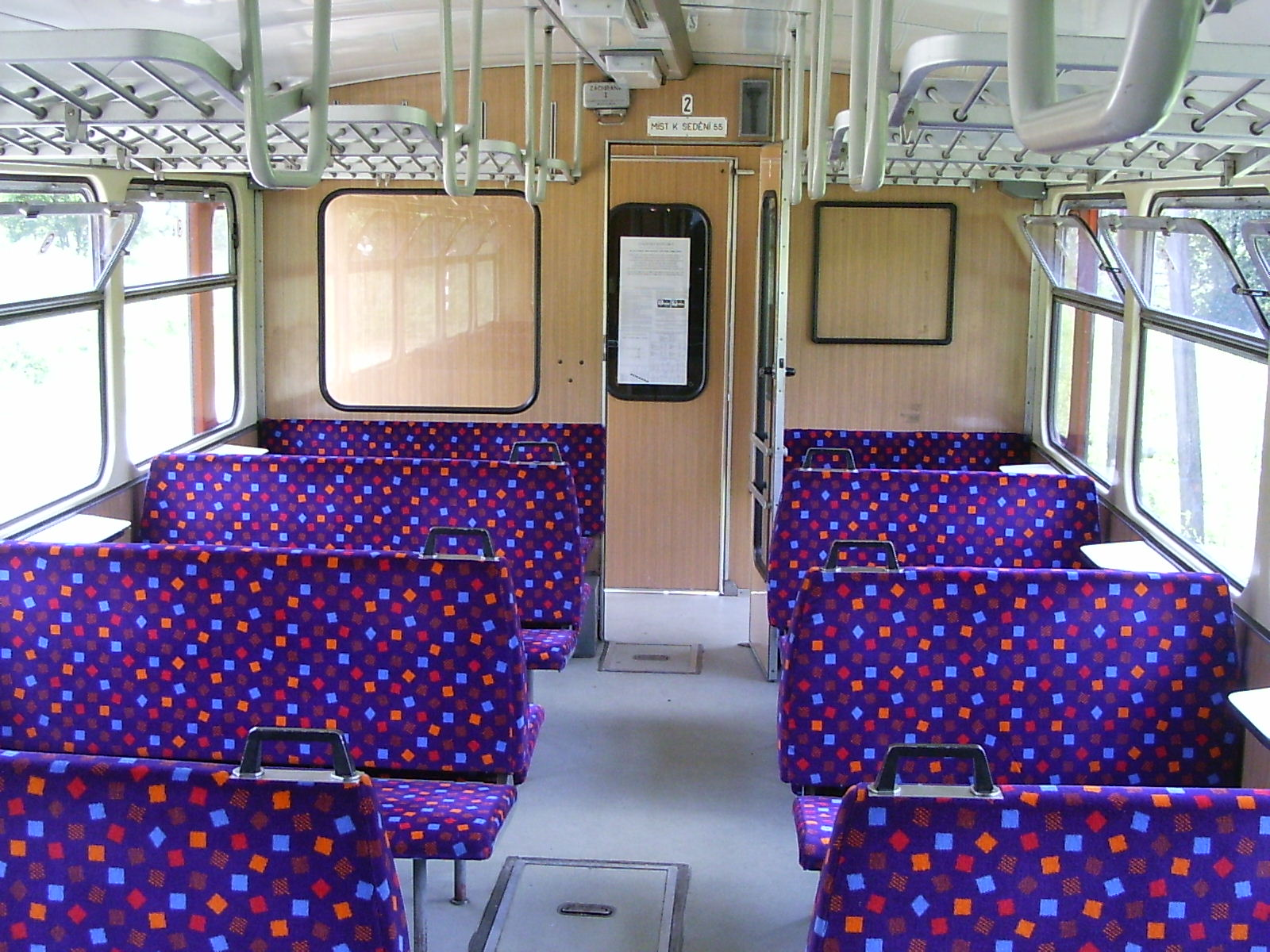
Teilmodernisierter Innenraum eines ČD-Triebwagens
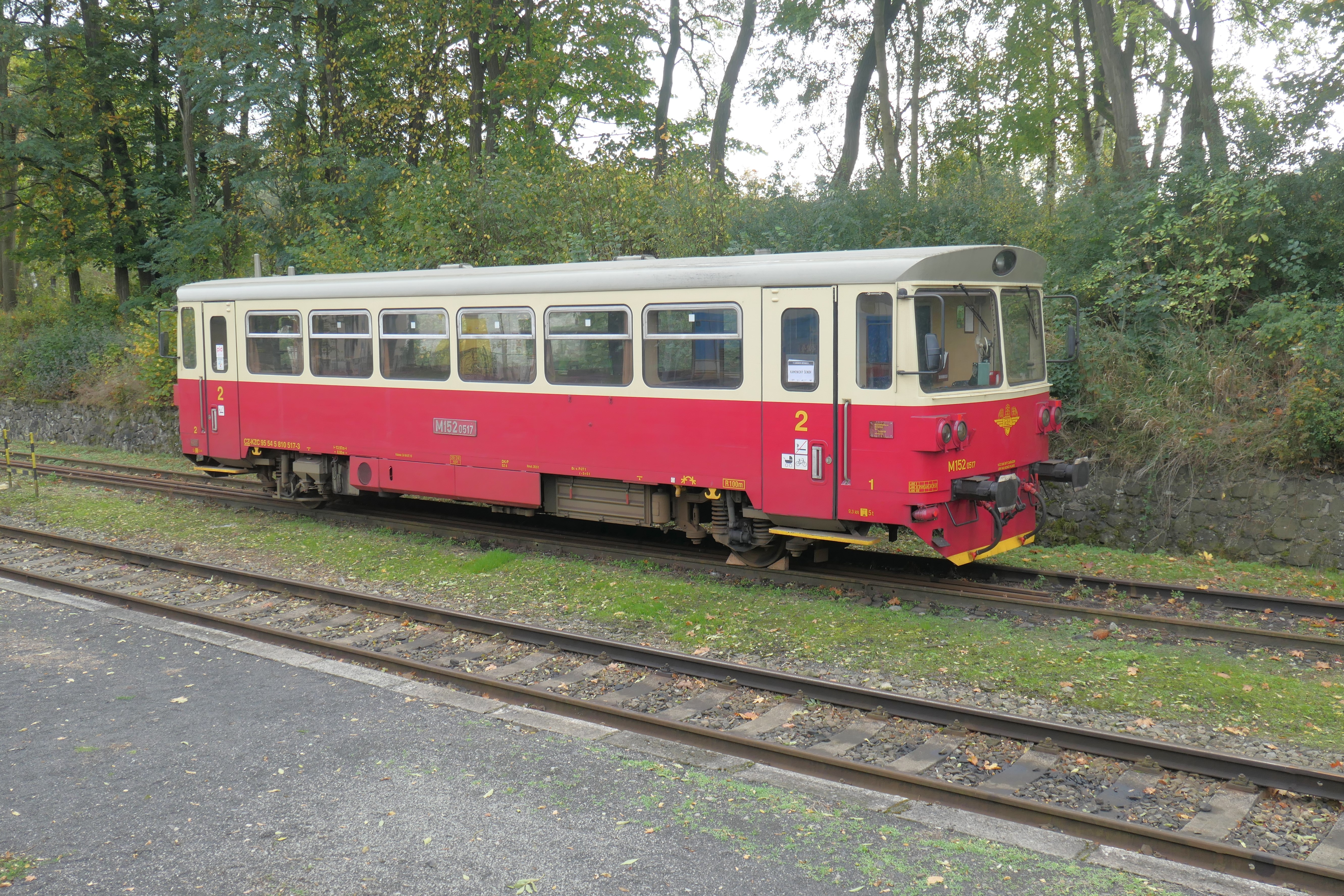
M 152.0517 von KŽC Doprava abgestellt in Česká Kamenice
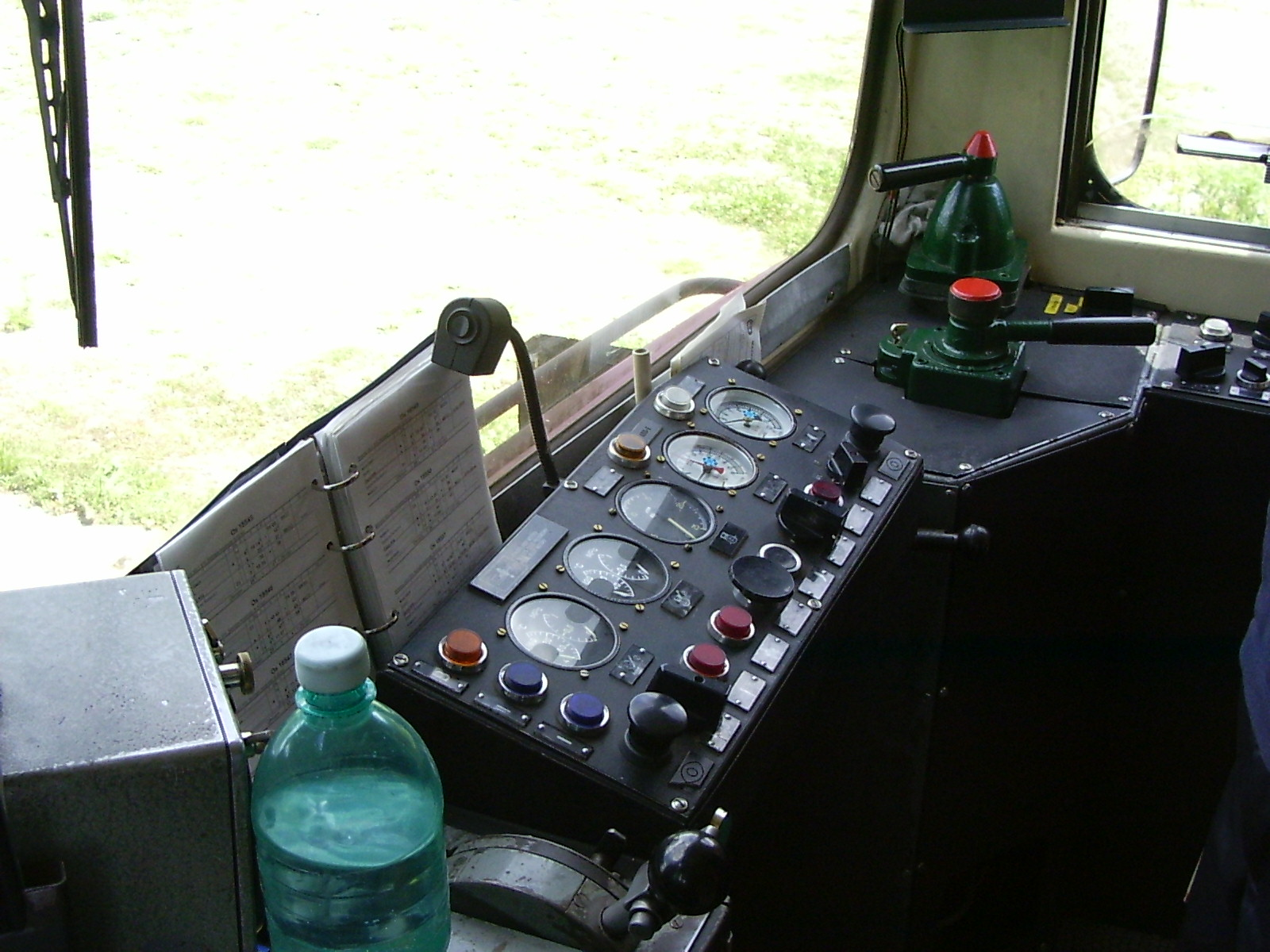
Führerstand
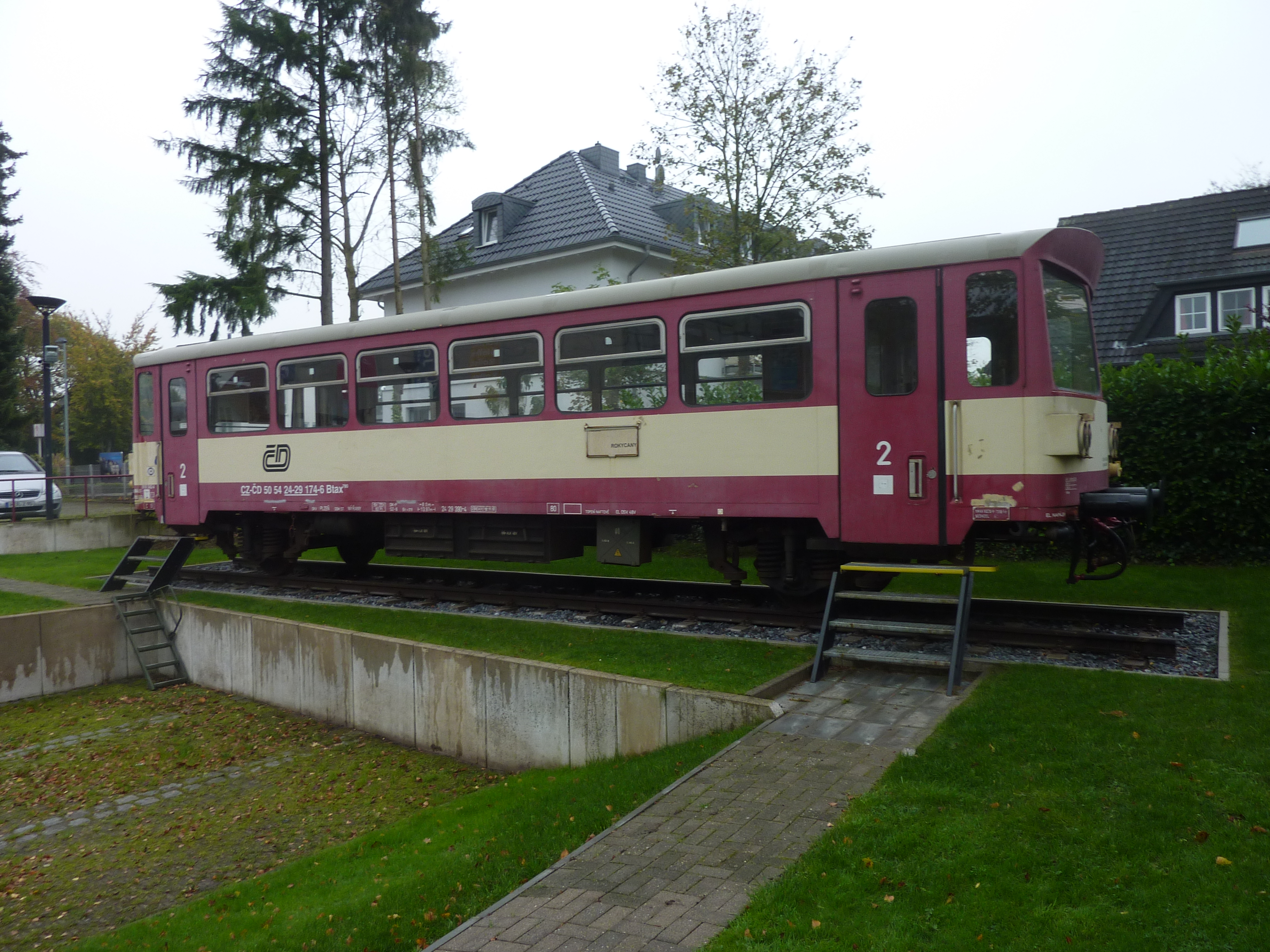
Beiwagen am OSLM